# Cleora immemorata
Cleora immemorata är en fjärilsart som beskrevs av Walker 1863. Cleora immemorata ingår i släktet Cleora och familjen mätare. Inga underarter finns listade i Catalogue of Life.